# Gareth Taylor
Gareth Taylor (født 25. februar 1973) er en walisisk fodboldtræner, som er cheftræner for Manchester City W.F.C., der spiller i den bedste engelske kvindelige fodboldrække FA Women's Super League. Han har været cheftræner i klubben siden maj 2020, som hans første professionele trænerjob.
Han har tidligere selv spillet topfodbold i flere engelske storklubber som Burnley F.C., Sheffield United F.C., Nottingham Forest F.C., Crystal Palace F.C. og Manchester City F.C.. Han repræsenterede også Wales fodboldlandshold, 15 gange, fra årene 1995 til 2004. Han stoppede hans fodboldkarriere i 2009, i Wrexham A.F.C..
I november 2020, vandt han FA Women's Cup med klubben, efter finalesejr over Everton, med cifrene 3-0, på Wembley Stadium i London.